# Chiesa di San Lorenzo (Gudo)
La chiesa parrocchiale di San Lorenzo è un edificio religioso che si trova a Gudo, in Canton Ticino.

## Storia
Fra l'XI ed il XII secolo in questo sito venne costruita una chiesa in stile romanico, completamente rifatta nel 1615. Il campanile risale al 1576. L'edificio venne successivamente rimaneggiato, anche in modo pesante, nel 1764 e nel 1801.

## Descrizione
La chiesa si presenta con una pianta a navata unica a tre campate, coperta con volta a botte lunettata ed una cupola.